# زویرکوویتسه
زویرکوویتسه (به چکی: Zvěrkovice) یک ناحیه در جمهوری چک است که در منطقه تربیچ واقع شده‌است. زویرکوویتسه ۸٫۲۳ کیلومتر مربع مساحت و ۲۱۳ نفر جمعیت دارد و ۴۲۱ متر بالاتر از سطح دریا واقع شده‌است.